# Komarivka, Kostopil
Komarivka (în ucraineană Комарівка) este un sat în comuna Zolotolîn din raionul Kostopil, regiunea Rivne, Ucraina.

## Demografie
Componența lingvistică a localității Komarivka
     Ucraineană (97,35%)
     Rusă (2,65%)
Conform recensământului din 2001, majoritatea populației localității Komarivka era vorbitoare de ucraineană (97,35%), existând în minoritate și vorbitori de rusă (2,65%).